# Saunier Duval
A Saunier Duval fűtőegységek tervezésével, gyártásával és értékesítésével foglalkozó francia vállalat, Európa egyik vezető gázkészülék márkájaként több mint 40 országban van jelen, Franciaországban, Spanyolországban, Belgiumban piacvezető. 2001-től a Vaillant Csoport tagjaként Európa vezető fűtéstechnikai vállalkozásának részesévé vált.
Nevéhez fűződik az első falra szerelhető kombi készülék (1963), az első zárt égésterű – turbós - kazán (1974), az első őrláng nélküli vízmelegítő (1978), a melegvízellátást forradalmasító ISODYN rendszer (1999) megalkotása. A készülékgyártók körében az elsők között szerezte meg az ISO 9001-es minősítést. Készülékei több ízben nyertek nemzetközi formatervezési díjat.
Magyarországon 1997 óta van jelen saját márkaképviselettel.

## Története
A vállalatot eredetileg 1850-ben a Bengel testvérek alapították, Joachim Bengel azonban testvére halálát követően 1907-ben eladta azt Charles Sauniernek és Maurice Duval gyárosnak. Így született meg ebben az évben a Saunier Duval márka.
Saunier 1916-ban elesett az első világháborúban, a háborút követően pedig örökösei úgy döntöttek, egy újabb partnert vesznek be a társaságba. Ekkor csatlakozott a vállalathoz Henry Frisquet mérnök, a cég pedig a Saunier Duval Frisquet nevet vette fel.
A cég jelentős növekedésen ment keresztül az 1920-as és 1930-as években, számos ismert épület és nagy jelentőségű esemény világítását is ők biztosították, többek között az 1931-ben megrendezett párizsi Gyarmatügyi Kiállításét is. A cég ebben az időszakban vált piacvezetővé, több városra kiterjesztették termelőtevékenységüket, és szinte az összes francia nagyvárosban megjelentek üzleteik.
A fűtéstechnika 1922-ben lépett elő a cég főtevékenységévé.
1949-ben a földgáz egyre szélesebb körben történő felhasználása arra ösztönözte a céget, hogy tevékenységét a fogyasztói berendezések tervezése, gyártása és értékesítése felé terjessze ki.
A vállalat a második világháború után változtatta nevét mai formájára, Frisquet távozását követően. A háború utáni újjáépítés üzletileg jövedelmezőnek bizonyult számukra, több új városban beindították a termelést, székhelyüket pedig Párizsba tették át.
A cég gyors fejlődése elsősorban annak köszönhető, hogy az 1960-as évekre a földgázfogyasztás nagyon gyors ütemű növekedésnek indult. Vincennes és Montreuil városokban található üzemeiket gázkészülékek gyártására állították át, több tucat városban nyitottak bemutatóteremmel és szervizzel felszerelt üzleteket.
1963-ban a cég saját fejlesztéssel állt elő: az első falra szerelhető kombinált gázkazánnal, az SD 216-tal, amely hatalmas sikerré vált.
A következő években a vállalat rohamosan növekedett: felvásárolták a Coindet Rigidex és Celer francia fűtéstechnológiai cégeket. Az 1970-es években két saját fejlesztésű terméket is piacra dobtak: az első zárt égésterű gázkazánt, valamint az első elektronikus gyújtású vízmelegítőt.
1979-ben a Saunier Duval többségi tulajdont szerzett a Saint-Gobain csoportban, és tevékenységét két üzletágra választotta szét. Ettől az évtől kezdve a vízmelegítéssel és fűtéstechnikával a Saunier Duval Eau Chaude Chauffage (SDECC), a villamosenergia-termelő egységekkel pedig az Entreprises Saunier Duval (ESD) foglalkozott. 1985-ben, nantes-i gyáruk megnyitása évében a Saint-Gobain csoport felvette a Saunier Duval Electricité nevet.

### Nemzetközi terjeszkedés
A Saunier Duval az 1960-as években kezdte forgalmazni termékeit Spanyolországban. 1970-ben megkezdték a nemzetközi terjeszkedést a belga Bulex és Renova vállalatok megszerzésével.
1988-ban hat országban alapított leányvállalatokat (Franciaország, Egyesült Királyság, Spanyolország, Olaszország, Belgium, Hollandia), erősítve piaci jelenlétét Európában. A következő években a vállalat kiterjesztette tevékenységét Németországra, Lengyelországra, Magyarországra, Ukrajnára és Romániára is. Kínában és Iránban az 1990-es években alapítottak vegyescégeket.
1990-ben a Saunier Duval a brit Hepworth PLC csoport tagja lett.
1996-ban a spanyolországi Vitoriában a cég létrehozta a Saunier Duval klímaberendezések gyártóbázisát.
Végül 2001-ben a Vaillant Csoport tagjává vált, amely felvásárolta a Hepworth PLC-t. A csoport tagjaként a márka önálló, differenciált kereskedelmi és marketingtevékenységet folytat.

### A Saunier Duval Magyarországon
A márka magyarországi megjelenéséről 1993 és 1996 között zajlottak tárgyalások. A francia vállalat 1997-ben alapította meg magyar leányvállalatát Saunier Duval Magyarország Rt. néven. A hazai cég az 1997 áprilisában megrendezett Aquatherm Kiállításon már teljes termékkínálattal mutatkozott be.
A Vaillant Csoport 2001-ben vásárolta fel a márkát, a magyarországi integrációs folyamat pedig 2006-ban zárult le. Ekkor alakult meg a Vaillant Saunier Duval Kft.

## Termékek
A Saunier Duval 1997-ben mutatta be az első kistárolós készülékét, az ISOFAST-ot, amely a következő évben Hannoverben második helyen végzett az Interclima Design Awards és Product Design Award kategóriákban. Ezt 1999-ben követte az első Isodyn rendszerű gázkazán, az ISOMAX bemutatása.
2002-ben bemutatták a Odyssey Projectet, amely a Thema néven ismertté vált kombi és fűtőkazánok piaci megjelenését jelentette. 2003-ban a cég szakemberei kidolgozták az ISOSPLIT rendszert, amely az első speciálisan összehangolt rendszerelemekből álló moduláris rendszer a kazánpiacon. 2004-ben dobták piacra az Opalia új generációs átfolyós vízmelegítőt.
A Saunier Duval jelenleg[mikor?] kondenzációs, hagyományos és elektromos kazánok, vízmelegítők, tárolók, tartozékok és szolár rendszerek gyártásával és értékesítésével foglalkozik.

## Díjak és elismerések Magyarországon
- 2002: Construma Nagydíj az Isomax C/F 28E típusú tárolós fali gázkazáncsaládjért[1]
- 2006: Construma Nagydíj az ISOTWIN CONDENS F30E kondenzációs kazánért[2]
- 2007: Hungarotherm Nagydíj a Themafast F 25 E H-mod gázkazánért[3]

## Társadalmi szerepvállalás
2007-ben a vállalat egymillió facsemetét ültetett Afrikában a ReCycling the World akció keretében.

## Fordítás
Ez a szócikk részben vagy egészben  a   Saunier Duval című francia Wikipédia-szócikk ezen változatának fordításán alapul.  Az eredeti cikk szerkesztőit annak laptörténete sorolja fel. Ez a jelzés csupán a megfogalmazás eredetét és a szerzői jogokat jelzi, nem szolgál a cikkben szereplő információk forrásmegjelöléseként.